# Krychnov

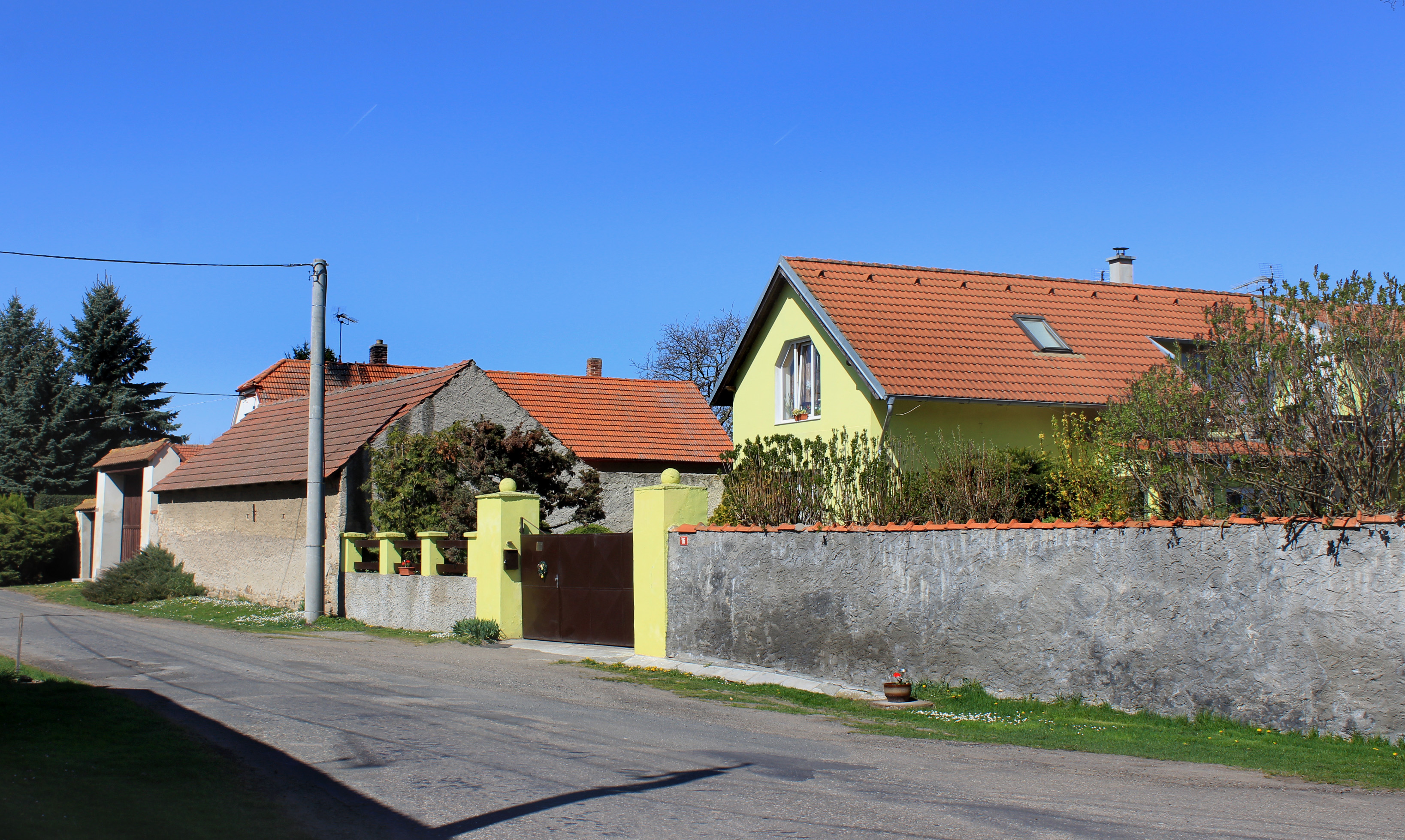
Dorf Krychnov

Krychnov (deutsch Krichnau) ist eine Gemeinde im Bezirk Kolín in der Tschechischen Republik. Die Gemeinde liegt ca. 14 km westlich von der Stadt Kolín. Im Jahre 2018 hatte die Gemeinde 105 Einwohner. Die Gemarkung umfasst eine Fläche von 2,58 Quadratkilometern.

## Geschichte
Die erste Erwähnung des Dorfes Krychnov erfolgte in historischen Quellen im Jahre 1436. 1567 hat Krychnov Johann der Jüngere von Waldstein gekauft und gliederte das Dorf in die Herrschaft Svojšice ein.